# Joeris van der Hoeven
Joris van der Hoeven (1971) é um matemático e informático francês, que trabalha com análise algébrica e álgebra computacional.
Joris van der Hoeven obteve um doutorado em 1997 na Universidade Paris VII, orientado por Jean-Marc Steyaert, com a tese Asymptotique automatique. É diretor de pesquisa do Centre national de la recherche scientifique CNRS e dirigente da Equipe Max (modelagem e programação algébrica) no Laboratório de Informática da École Polytechnique.
É desenvolvedor principal do GNU TeXmacs e Mathemagix.
Para 2018 está convidado como palestrante do Congresso Internacional de Matemáticos no Rio de Janeiro (com Matthias Aschenbrenner e Lou van den Dries: On numbers, germs, and transseries).

## Publicações selecionadas
- Transseries and Real Differential Algebra, Springer 2006
- com Lou van den Dries, Matthias Aschenbrenner: Asymptotic Differential Algebra and Model Theory of Transseries, Annals of Mathematical Studies 195, Princeton UP 2017